# قصر المخرم
قصر المخرم (به عربی: قصر المخرم) یک روستا در سوریه است که در ناحیه صوران واقع شده‌است. قصر المخرم ۵۵۲ نفر جمعیت دارد.